# Liste der Monuments historiques in Mourens
Die Liste der Monuments historiques in Mourens führt die Monuments historiques in der französischen Gemeinde Mourens auf.

## Liste der Bauwerke
| Bezeichnung      | Beschreibung              | Standort | Kennzeichnung | Schutzstatus | Datum | Bild |
| ---------------- | ------------------------- | -------- | ------------- | ------------ | ----- | ---- |
| Kirche St-Martin | Erbaut im 12. Jahrhundert | (Lage)   | PA00083647    | Inscrit      | 2002  |      |

## Liste der Objekte
| Bezeichnung               | Beschreibung          | Standort                       | Kennzeichnung | Schutzstatus | Datum | Bild |
| ------------------------- | --------------------- | ------------------------------ | ------------- | ------------ | ----- | ---- |
| Glocke                    | Bronze, 1743 gegossen | in der Kirche St-Martin (Lage) | PM33000604    | Classé       | 1942  |      |
| Hauptaltar mit Tabernakel | Holz, 18. Jahrhundert | in der Kirche St-Martin (Lage) | PM33001918    | Inscrit      | 2002  |      |